# 時をかける少女 (2006年の映画)
『時をかける少女』（ときをかけるしょうじょ）は、2006年7月15日に角川ヘラルド映画から公開された日本のSFアニメ映画。筒井康隆の同名の小説を原作としている。監督は細田守、アニメーション制作はマッドハウス。各国の映画祭などで多くの賞を受賞するなど、高い評価を受けた（#受賞参照）。キャッチコピーは「待ってられない 未来がある。」。

## 概要
筒井康隆の同名の小説『時をかける少女』が原作であるが、小説そのものの映画化ではなく、同じ世界を舞台に原作の出来事から約20年後の世界を描いた作品。原作の主人公であった芳山和子の姪である紺野真琴が主人公として繰り広げる青春ストーリー。テーマは「青春」そのもので、現実的に"今"を生きている女子高生の姿を描いている。
主題歌には奥華子の楽曲「ガーネット」が起用された。当時の奥の担当プロデューサーが『時をかける少女』の予告編の音楽にレコーディングエンジニアとして参加していたことがきっかけで細田の手に奥のCDが渡り、主題歌制作のオファーが来た。奥自身は「人生を変える出来事だった」と話している。最初に作られたのは、挿入歌となった「変わらないもの」の方だった。「自由に作ってください」という発注を受けた奥が映画のシナリオなどを読み込んで物語のキーとなる千昭をイメージして制作したが、細田の納得が得られず、そこから何曲もの書き直しをすることになった。締め切りギリギリに細田から「映画を観終わったときに青空を見上げたくなるような曲にしてほしい」というリクエストをもらい、そこから着想を得て主題歌となる「ガーネット」が完成した。 
主人公の紺野真琴役を演じた仲里依紗は、4年後の2010年に公開された実写映画版『時をかける少女』でも主演を務めた。
2021年4月2日には、細田のアニメ制作会社「スタジオ地図」創立10周年記念企画として、4DX版が公開された。

## ストーリー
東京の下町にある倉野瀬高校2年生の紺野真琴は、医学部志望の津田功介、春に転校してきた間宮千昭という二人のクラスメイト男子と「遊び仲間」として親しく付き合っていた。
7月13日、真琴は偶然立ち入った密室の理科準備室で不審な人影を目撃する。その人物の姿を見ようとしたとき、なぜか真琴は転倒して不思議な空間に入る体験をする。そして気づいたときには誰もいない室内で倒れていた。そんな体験を千昭と功介に話したところ、千昭には笑われ功介には「頭は大丈夫か」と言われてしまう。二人と別れて帰宅する途中、真琴は自転車のブレーキが故障していることに気づく。必死に止めようとするが自転車は猛スピードで電車の接近する踏切に突入し、真琴は死を覚悟する。だが気がつくと彼女は坂道の途中で通行人と衝突しそうになって転んでおり、時計は少し前の時間に戻っていた。
パニック気味になった真琴は博物館に勤める叔母の芳山和子を訪れ、先ほどの体験を話すが「それはタイムリープといって、真琴の年頃の少女にはよくあることだ」と言われてしまう。和子の話に納得できない真琴だったが、帰宅後自らの意思で過去へのタイムリープを試みて成功する。味を占めた真琴はタイムリープを使って、抜き打ちテストでよい成績を収めたり、家庭科の調理実習で被ったトラブルの対象をクラスメイト・高瀬宋次郎に変えたり、カラオケを何時間も延長し続けたりするなど、自らのささやかな欲望を満たしていく。和子からは「真琴がいい目を見ている分、悪い目を見ている人がいるのでは」と忠告されるが、絶好調の真琴は全く意に介さなかった。
そんなある日、功介が部活の後輩・藤谷果穂から告白されたことをきっかけに、真琴は千昭から交際を持ちかけられる。突然の申し出に戸惑った真琴はタイムリープを使って千昭からの告白を「なかったこと」にして、彼を避けるようになる。和子からは「せっかく想いを伝えたのに千昭くんが可哀想」と指摘されるが、友人だった彼と恋人になる姿を想像できない真琴は、気持ちを受け止めることができなかった。一人モヤモヤした気持ちを抱えている真琴に対し、何も知らない親友の早川友梨はことあるごとに千昭の話題を持ち出し、彼のことを探ろうとする。
そしてある昼休み、体調が悪いからと自分とのランチを断った友梨が、千昭にお弁当を渡している姿を目撃してしまう。その後、何やら中庭が騒がしいため駆けつけると、調理実習のトラブルのためにクラスメイトと諍っていた高瀬が消火器を噴射して暴れていた。真琴は高瀬の暴行を止めようと声を掛けるが、逆上した彼から消火器を投げつけられてしまう。その瞬間、千昭が咄嗟に真琴をかばいに入り、消火器を頭に受けそうになる。真琴は千昭の怪我を防ぐためにタイムリープを使い、二人は無事に避けることができたが、壁にぶつかりバウンドした消火器が友梨の背中に当たって傷を負わせた。この一件がきっかけで友梨と交際することになった千昭に、真琴は複雑な表情を隠せない。二人の交際に対して内心面白くなかったものの、真琴はどうすることもできなかった。
加えて、果穂の友人二人から「功介とつきあっているのか」としつこく詰め寄られた真琴は、功介と果穂の仲を取り持とうと7月13日まで戻って二人が話し合うきっかけを作った。うまくいったと自画自賛する真琴だったが、直後に功介はブレーキが故障していることを知らずに真琴の自転車を借りていく。真琴は事故を防ごうと通学路にある踏切に向かう。
踏切に着いたところで、何事もなかったと知り安心して歩き出したところで千昭から電話がかかってくる。告白の一件から千昭を避けていた真琴は、久しぶりに他愛のない話ができたことに喜んでいると、突然彼から「タイムリープしているだろう」と問われ、焦った真琴は思わずタイムリープでその会話をなかったことにしてしまい、その時点で真琴のタイムリープの使用回数は終わってしまう。つまらないことに最後の1回を使ってしまったと嘆く彼女の横を、自転車に乗った功介と果穂が走り去る。案の定ブレーキはきかず、真琴は二人を追いかけ転倒しながらも止まれと泣き叫ぶが、自転車は下り坂を暴走しながら遮断機の下りた踏切に突入してしまう。しかし真琴が再び目を開けると、時間は静止しており、目の前には真琴の自転車を押した千昭が立っていた。
戸惑う真琴に千昭は、自分が「未来から来た人間」であると語り、真琴のタイムリープ能力が「本来自分の持っていたもの」であること、事故の犠牲になった功介たちを助けるために自身の最後のタイムリープ能力を使ったことを真琴に打ち明ける。千昭は、「この時代の、この季節の、この場所」にしか所在の確認できない絵を見るために未来からやってきたのだと言う。その絵は和子が修復中の作品だった。未来に帰れなくなった千昭は「タイムリープを過去の人間に知らせてはならない」というルールを破ったからという理由で、真琴たちの前から姿を消してしまう。
翌日、「自主退学した」という千昭の話題で学校が騒然となる中、真琴は「（千昭が）大事なことを話してくれたのになかったことにしてしまった」と功介に話し、屋上で一人号泣する。塞ぎ込む真琴に和子は、高校の頃に好きになったある男性のことを離れてしまった今でもずっと待ち続けていると語り、自分と真琴は違う、待ち合わせに遅れてきた人がいたら走って迎えに行くのが真琴だと慰めた。
その夜、真琴は自身のタイムリープが1度だけ可能になっていることに気づく。千昭がタイムリープをしたため真琴が最後のタイムリープを使う前に戻ったことにより自らの能力が戻ったと察知した彼女は、未来に帰れなくなった彼を助けるため再び7月13日の理科準備室へ最後のタイムリープを行う。時間の流れの中で、真琴は千昭と出会ってから共に過ごした何気ない日々を思い返していた。
無事7月13日に戻った真琴は友梨に対し、千昭が好きだと告げる。真琴の気持ちに気づいていた友梨は一瞬動揺するが、親友の背中を押す。真琴は、千昭の元へ向かいつつ前回同様、功介と果穂の仲を取り持ち自分の自転車を使わないようにと伝え、一人でグラウンドへ行く。待っていた千昭の手首にまだタイムリープ能力が残っていることを確認した真琴は、タイムリープや未来の話は既に聞いていると話す。
真琴に全てを話してしまったことを後悔しながら未来へ帰ることになった千昭のために、真琴は絵が未来でも必ず見られるようにすると約束する。別れ際になっても素直な気持ちを伝えることができない二人は、最後まで憎まれ口を叩き合う。千昭が去ったあと真琴は泣きじゃくるが、戻ってきた千昭が真琴を引き寄せ「未来で待ってる」と言葉を残す。真琴は笑って「すぐ行く、走っていく」と呟く。
千昭が未来へ帰ってから時は経ち、千昭は表向きの理由として留学のために学校を退学したことになっていた。千昭の秘密を何も知らない功介は、千昭が何も言わずに退学したことについて腑に落ちない様子で真琴に不満を述べる。真琴は「（千昭は）やりたいことが決まったんだよ」と返し、「私もさ、実はこれからやること決まったんだ」と続ける。ふと、真琴が空を仰ぐと晴天の青々とした空と入道雲がどこまでも広がっていた。そして、功介に向かってボールを投げたところで物語は幕を閉じる。

## 登場人物
紺野 真琴（こんの まこと）
本作品の主人公。東京の下町にある高校に通う2年生。栗色のショートヘアで快活な性格。
私服は動きやすい格好が多く、制服も至ってシンプルな着こなしをしている。
朝寝坊しがちで、始業時間ギリギリに登校することが日常となっている。学校の成績は中の下。
同じクラスで男友達の千昭や功介とは放課後に野球やカラオケをして遊ぶ間柄で、どちらとも恋愛には発展していない。
ある日突然、時間を跳躍する「タイムリープ」の能力を身につけ、その使い方に慣れると私利私欲のために能力を駆使する。
ミニスカートでのアクションが多いが、スカートが不自然になっても下着が見えないように作画されている。
間宮 千昭（まみや ちあき）
真琴の男友達。高校2年の春に真琴のクラスに転校して来た。オレンジ色の髪で制服もかなり着崩しており、校内でも目立っている。
真琴同様、毎朝遅刻ギリギリで登校している。数学の成績は極めて優秀だが、一方で簡単な漢字すら読めない。
転校当初は同級生と喧嘩をするような問題児だったが、真琴たちから野球に誘われて以来徐々に感化され丸くなっていった。
密かに真琴を意識していた（姿を消したあとに、功介が真琴にその点を伝える描写がある）。功介が後輩に告白されたことに半ば乗っかる形で交際を持ちかけるが、真琴のタイムリープによって「なかったこと」にされてしまう。
実は未来からタイムリープで現代にやってきた人物。その目的は、この時代のこの季節にのみ所在が確認されているある絵画を見ることであったが、真琴や功介と一緒にいることがあまりに楽しかったため長逗留することになったと真琴に話している。
津田 功介（つだ こうすけ）
真琴のクラスメイトで、遊び友達。真琴とは中学時代から親交がある。
スポーツ刈りの精悍な容貌で、授業中などには眼鏡をかけている。ボランティア部に所属しており、後輩の果穂から告白される。
家は病院で彼自身も医者を目指しており、勉学に優れている。将来を真剣に考えない真琴に苦言を呈する一面もある。
芳山 和子（よしやま かずこ）
真琴の叔母で、原作のヒロイン。東京国立博物館で絵画の修復をしている。
30代後半だが独身で、浮世離れしたその雰囲気からか、真琴からは「魔女おばさん」と呼ばれている。
自身の若い頃と真琴を照らし合わせており、色々と助言じみたことを遠回しに語る。
美術館内の自室には、現代の真琴たちとよく似た関係性を思わせる、親しい男子の友人二人と並んで撮影した高校生時代の写真を飾っている。
藤谷 果穂（ふじたに かほ）
ボランティア部に所属する、真琴たちの下級生。
引っ込み思案な性格でいつも俯いている少女だが、過去のボランティア部の活動から功介に好意を抱いている。
世話焼きな友人が二人おり、彼女らに引きずられるかたちで功介に告白する。
早川 友梨（はやかわ ゆり）
真琴のクラスメイトで、仲の良い女子生徒。スポーティーな真琴とは正反対で非常に女の子らしく、制服も可愛く着こなしている。
何かと千昭を気にかけており、真琴を通じて彼のことを知ろうとする。
真琴がタイムリープを使ったことが原因で負傷するが、その一件がきっかけとなって千昭と交際する。
紺野 美雪（こんの みゆき）
真琴の妹で中学生。真琴には常々「バカ」と評されているが、真琴より早く起きたり、料理の手伝いを積極的にしたりと真面目な性格。
真琴が自室の窓から飛び降りてタイムリープを試そうとしている場面を目撃した際には、自身が彼女のプリンを勝手に食べたことが原因での自殺と勘違いするなど心配性な一面もある。
上杉 盛子（うえすぎ たかこ）
果穂の友人で、ボランティア部所属。髪を後ろで束ねている。
野分 析美（のわけ ともみ）
果穂の友人で、ボランティア部所属。前髪をヘアピンで留めている。
福島（ふくしま）
真琴らの担任教師。担当教科は数学。
長髪オールバック・口ひげ・ネックレス・細く整えた眉のチンピラファッションだが、テストの答案用紙に「もっと頑張りましょう」「Excellent!!」と書いて返したり、進路志望を出さなかった真琴を注意したりする真面目な教員。
高瀬 宋次郎（たかせ そうじろう）
真琴のクラスメイト。
タイムリープによって真琴が回避した不幸（調理実習での小火）をかぶり、それがきっかけで加藤たちから嫌がらせを受けるが、毎度反撃するため虐めがエスカレートする。やがて原因を作った真琴にその矛先を向けて消火器を投げつけるが、場に居合わせた友梨が巻き込まれてけがを負ってしまう。
加藤（かとう）
真琴のクラスメイト。
調理実習の際、小火の対応で（真琴のタイムリープ後に）高瀬から消火器を吹きかけられたことを根に持ち、仲間とともに高瀬との間で嫌がらせをやり合う。
おばさん
坂道で真琴とぶつかる子連れの女性。

## 作中の設定

### タイムリープ
本作品ではタイムリープ能力はクルミ形の装置を体に接触させて「チャージ」する設定。可能な回数が痣のような形で肌に2桁の数字で表示される（残り回数が1回の場合は「01」）。真琴の場合、理科準備室で左腕（肘の上）に装置が触れ、その後は左腕にこの数字が表示されていた。また真琴が「タイムリープ」の能力を発動するためには助走をつけてジャンプする必要があり、跳躍先で勢いがついたまま転がり回るため、周囲の人間から訝しがられていた。タイムリープの存在を現代人に知らせることは「ルール違反」と千昭は説明しているが、未来人と関わった人間の記憶を消すという原作や1983年版映画での設定は本作では採用されていない。
千昭が真琴のタイムリープに気づいた経緯や理由は本編では説明がない。絵コンテにおいては、高瀬から「仕返し」を受けそうになった真琴がタイムリープでそれを防いだ際に「おまえ……、今…、ありえないことしなかったか…？」と話すカット（本編未使用）があり、『時をかける少女 NOTEBOOK』には「ある事件の際、真琴が『タイムリープ』していると気づく」という本編描写にはない説明がされている。

### 未来の世界と来訪目的
本作品では千昭の未来世界の年代や素性は明確にされていない。千昭は真琴に現代と未来世界との違いとして「川が地面を流れていること」「空の広さ」「人の多さ」「野球や自転車の存在」を挙げている。千昭が来訪した目的は絵画「白梅ニ椿菊図」（架空の作品）の実物を見ることで、この作品は和子の勤める博物館で修復中だったが、千昭は目にする機会なく未来に帰った。和子はこの作品が「何百年も前の大戦争と飢饉の時代」「世界が終わろうとしていたとき」に描かれたと真琴に説明しており、真琴は千昭に絵と未来世界の関係について尋ねたが千昭は答えなかった。

## 声の出演
| キャラクター | 日本語版   | 英語版                     |
| ------------ | ---------- | -------------------------- |
| 紺野真琴     | 仲里依紗   | Emily Hirst                |
| 間宮千昭     | 石田卓也   | Andrew Francis             |
| 津田功介     | 板倉光隆   | Alex Zahara                |
| 芳山和子     | 原沙知絵   | Saffron Henderson          |
| 藤谷果穂     | 谷村美月   | Natalie Walters            |
| 早川友梨     | 垣内彩未   | Kristie Marsden            |
| 紺野美雪     | 関戸優希   | Shannon Chan-Kent          |
| 上杉盛子     | 横張しおり | タバサ・セント・ジェルマン |
| 野分析美     | 松岡そのか | Maryke Hendrikse           |
| 福島         | 立木文彦   | Brian Dobson               |
| 加藤         | 反田孝幸   |                            |
| おばさん     | 山本圭子   |                            |
| 老守衛       | 中村正     |                            |
| 高瀬宋次郎   | 松田洋治   | David Hurwitz              |
| 真琴の父     | 桂歌若     | ブライアン・ドラモンド     |
| 真琴の母     | 安藤みどり | Nicole Oliver              |

## 主題歌
- 主題歌：「ガーネット」（作詞・作曲・歌：奥華子 編曲：佐藤準）
- 挿入歌：「変わらないもの」（作詞・作曲・歌：奥華子 編曲：佐藤準）

## スタッフ
- 監督 - 細田守
- 助監督 - 伊藤智彦
- 製作総指揮 - 角川歴彦
- 製作 - 井上伸一郎（角川書店）、江川信也（角川ヘラルド映画）、川島晴男（ハピネット）、川崎代治（メモリーテック）、森本義久（キュー・テック）、榊俊人（G.T.エンターテインメント）
- 制作 - 丸田順悟（マッドハウス）
- 企画 - 丸山正雄（マッドハウス）
- 製作統括 - 安田猛（角川書店）
- プロデューサー - 渡邊隆史（角川書店）、齋藤優一郎（マッドハウス）
- 脚本 - 奥寺佐渡子
- キャラクターデザイン - 貞本義行
- 作画監督 - 青山浩行、久保田誓、石浜真史
- 作画監督補佐 - 藤田しげる、名倉靖博
- 美術監督 - 山本二三
- 美術監督補佐 - 橋本和幸、増山修、丸山智宏
- 色彩設計 - 鎌田千賀子
- 撮影監督 - 冨田佳宏（旭プロダクション）
- CG - ハヤシヒロミ（Spooky graphic）
- ラインコーディネーター - 奈良井昌幸
- 編集 - 西山茂（リアル・ティ）
- 音響効果 - 倉橋静男、米原想（サウンドボックス）
- 録音 - 小原吉男
- 音楽 - 吉田潔
- ピアノ演奏 - 美野春樹
- 音楽プロデューサー - 岡田こずえ
- アニメーション制作 - マッドハウス
- 製作 - 「時をかける少女」製作委員会（角川書店、角川ヘラルド映画、ハピネット、メモリーテック、キュー・テック、G.T.エンターテイメント、角川アニメファンド）
- 配給 - 角川ヘラルド映画

## 制作
監督の細田守がフリーになって初めて手掛けた劇場長編作品で、細田が演出を務めたテレビアニメ『おジャ魔女どれみドッカ〜ン!』第40話を見た製作会社マッドハウス取締役（当時）の丸山正雄が、「筒井作品をアニメ化しないか」と持ち掛けて実現したもの。当時、細田は所属していた東映アニメーションからスタジオジブリに出向して監督する予定だった『ハウルの動く城』を降板し、失意の中、会社を辞めて富山に戻って母親の介護をしながら別の仕事をしようと考えていた。その細田に丸山が声をかけ、以降の全細田作品にプロデューサーとして関わり、後に共にスタジオ地図を設立することになるマッドハウスの齋藤優一郎を紹介して実際のプロデュースを任せた。また丸山は制作にあたり、齋藤とは別にもう一人プロデューサーとして外部から角川書店でアニメ雑誌『月刊ニュータイプ』の編集長を務めていた渡邊隆史を招いた。
アニメ化については原作から大きく変更されているが、これは原作の面白さを伝えるためには今風の主人公を出すべきという細田の考えによるものである。また、脚本の奥寺佐渡子と相談した結果、『時をかける少女』にある「SF」「恋愛」「青春」のうち原作が「SF」を、大林版『時をかける少女』が「恋愛」を描いているとの結論から、「青春」を描くことになった、とも述べている。
作画上の特徴として、作画に影が用いられていないことが挙げられる。これは監督の細田自身の以前からのこだわりの1つであり、通常のアニメ作品で顔や服に付けられる影が記号的に描かれて「アニメ度みたいなもの」が高くなる傾向を避ける（「アニメーションを見慣れていない人にも見やすく」する）ことを目的としている。
作品を印象付ける青空を背景とした雲は、細田が美術監督の山本二三に「『天空の城ラピュタ』のあの雲を表現してほしい」と要望したもので、それ以後、「二三雲」と言われるようになる。
声優に関しては、フレッシュさを出すために大部分は本職の声優ではなく、俳優やモデルなどから起用されており、高校生についてはその多くが現役高校生によって演じられている。
作中の展覧会は、細田と大学時代の同級生で、現在は東京国立博物館で研究員を務める松嶋雅人がキュレーションしている。展示品は、「白梅ニ椿菊図」以外は、画面上ではっきり確認できないものも含めて実在する作品である。ほとんどが東博の所蔵品だが、「白梅ニ椿菊図」の向かって右横にある「隠岐配流図」だけはアメリカ・テキサス州のキンベル美術館の所蔵で、これは細田のリクエストによる。また、細田は松嶋に作家名が不明なものを選ぶように依頼し、「隠岐配流図」の斜め前方にある「親指のマリア」（カルロ・ドルチ画）以外は、作者がはっきりしない作品で構成されている。

## 公開
当初、興行規模はミニシアター並みであり、上映館も発表当初は全国で6館のみという単館系作品の扱いだった。宣伝規模も極めて小さく、テレビスポットを何度も打つような大々的な宣伝は行われず、マスコミ試写は数少ない一般試写とのジョイントのような形で行われただけでほとんど行われなかった。しかし公開されるとインターネットなどによる口コミ効果により話題となり、徐々に動員数を増やしていった。メイン館だったテアトル新宿の公開後1か月を過ぎても連日立ち見が出る様子などが報道されると、配給会社の角川ヘラルド映画は急遽、上映館を増やすなど異例の対策をとった。当時はフィルム方式での公開で、14本しかないフィルムを上映が終わった館から次の上映館へと使い回して各地で順次公開された。最終的には40週間（約9カ月）のロングラン上映、上映館は延べ100館以上、観客動員数18万人以上のヒットとなり、興行収入は2億6,439万円を記録した。翌年発売されたDVDは出荷本数は約15万枚に達し、作品の質も高く評価され、国内外問わず数多くの映画祭や映画賞に招かれ、23の賞を受賞した。

### 海外展開
- 台湾 - 2007年3月9日、『跳躍吧! 時空少女』（ジャンプ! 時空少女）というタイトルで公開。
- フランス - 2007年7月4日、『la Traversée du Temps』（時間の横断）というタイトルで公開。
- ドイツ - 『Das Mädchen, das durch die Zeit sprang』というタイトルで吹き替え版DVD版が2007年9月24日に発売。
- ポーランド　- 2007年10月18日、『O dziewczynie skaczącej przez czas』というタイトルで公開。
- アメリカ合衆国 - 2008年6月、『The Girl Who Leapt Through Time』というタイトルで公開[32]。

## 受賞

### 日本国内
- 第11回アニメーション神戸賞 作品賞・劇場部門[33]
- 第31回報知映画賞特別賞[34]
- 第10回（平成18年度）文化庁メディア芸術祭アニメーション部門大賞[35]
- 第30回日本アカデミー賞 最優秀アニメーション作品賞[36]
- 第1回Invitation AWARDS アニメーション賞[37]
- 第61回毎日映画コンクール アニメーション映画賞[38]
- デジタル・コンテンツ・オブ・ジ・イヤー06/第12回AMDAward 「大賞（総務大臣賞）」「BestDirector」[39]
- 第21回デジタルコンテンツグランプリ優秀賞[40]
- 第6回東京アニメアワード『アニメーション・オブ・ザ・イヤー』、監督賞、原作賞、脚本賞、美術賞、キャラクターデザイン賞[41][42]
- 第38回星雲賞メディア部門[43]
- 2007年選定「新日本様式」100選 (J100)[44]
- 平成アニソン大賞映画主題歌賞（2000年 - 2009年）[45]

### 海外
- 第39回シッチェス・カタロニア国際映画祭アニメーション部門 (Gertie Award) 最優秀長編作品賞[46]
- 第31回アヌシー国際アニメーション映画祭　長編部門特別賞「feature films: Special distinction」[47]
- 第26回国際アニメーション映画祭Anima2008（ベルギーブルッセル）BeTV賞
- OACC2008（中国）Golden dragon award

国際映画祭の出品に関連し、時をかける少女公式ブログで英語字幕の一部が閲覧できる。

## 評価
『BSアニメ夜話』の中で原作者の筒井康隆は、ストーリーの大幅な変更について、最初にアニメ化の話を聞いた時は今までさんざん同じストーリー、同じシチュエーション、同じエピソードで実写をやって来ているので、それをアニメにしただけじゃまずいと思ったので、むしろ変えてもらって良かったと発言している。そして「これが無くなったら『時をかける少女』ではないというものは？」と聞かれ、「別に無くなってもいいですけど。タイトルと僕の名前さえ出ていれば」「孝行娘ですよ。よく稼いでくれますわ」と答えた。新しく付け加えられたシチュエーションについては、自分たちの時代はタイムパラドックスなどの矛盾点についての批判が非常に厳しく、書いた時にその考証をしっかりやっていたので、原作通りの部分はよいが、新しく付け加えられたところは「突っ込もうと思えばいくらでも突っ込める」と語っている。そのことについてプロデューサーの渡邊隆史は、考え始めると身動きが取れなくなるのであえてそういうことは考えないようにして作ったと語っている。
同じく『BSアニメ夜話』の中でアニメ評論家の岡田斗司夫は、普通は恋愛感情が沸騰してからを描くところを、それが心の表面に浮かび上がってくる寸前を丹念に描いているという点で恋愛ドラマとしては「ものすごい作品」とする一方、そのギリギリのリアリティとメンタルなものを描く代償として主人公の真琴の世界観を破綻させないためのルールが多すぎて描かれる世界が狭くなり、「何か、すごい大きいリアリティみたいなものは失っちゃった」と評している。それについて筒井康隆は、「恋愛の発生した先を描くのが文学だが、そこから先を描かなかった代わりに今まで文学で出来なかったことが出来たということで良しとしなければならないという気はする」と言っている。
マイコミジャーナルのレビューでは、「青春映画の傑作としてアニメに興味がない方にも広くおすすめしたい」と評価した。
AV Watchでは、「『時かけ』の構成は非常に洗練されている」と評価している。声優初挑戦の配役が大半を占める声優陣についても、おおむね評価している。
富野由悠季はイベントで監督と同席した際に、「演出が優れており、実写より上手くまとまっている」と評価した一方、「高校生しか出てこないのでただの風俗映画に見える、キャラクターが活かしきれていない」とした。
新井素子は第27回日本SF大賞の選評で、「『時をかける少女』もまた、よかったです。初々しい女の子が愛しくて。でも、このお話の魅力は、SF部分より、“女の子物語”の部分にあると思います。」と述べている。
小谷真理は第27回日本SF大賞の選評で、「タイムトラベルSFとして、コロンブスの卵的におもしろかった作品」「タイムパラドックスの厳密な論理などを気にしない、豪快なリセット感覚のタイムトラベルものになっていたことへの驚き」「オーウェルのいう「無知は力なり」の勝利かとビックリさせられた」と述べている。

## 関連商品

### 映像ソフト
発売・販売元は角川書店。
本作品のDVDは日本では2007年4月20日に発売された。通常版とプレミアムエディション（限定版）があり、プレミアムエディションには特典ディスクが封入されている。Amazon.co.jpでの2007年ベストセラーランキングのDVDビデオ部門では第8位（プレミアムエディションのみ）だった。また、レンタル版もリリースされているが、音声についてはセル版のみ5.1ch仕様で、レンタル版の音声はステレオとなっている。アメリカ合衆国では2008年11月に発売された。 
ブルーレイディスク版は日本では2008年7月25日に発売された。音声フォーマットはドルビー TrueHDの他に当時の日本製ブルーレイディスクソフトとしては数少なかったDTS-HDマスターオーディオを採用した作品である。 
- 時をかける少女 通常版（DVD1枚組、2007年4月20日発売）
  - 映像特典
    - 特報・劇場予告編
    - 完成披露試写会舞台挨拶
    - 奥華子「ガーネット」ミュージックビデオ
    - プロモーション映像
    - TVスポット集

  - 音声特典
    - オーディオコメンタリー「時かけ同窓会」（監督：細田守×仲里依紗×石田卓也×板倉光隆）

  - 封入特典
    - ブックレット（オールカラー8P）
- 時をかける少女 プレミアムエディション（DVD3枚組、2007年4月20日発売、初回限定生産）
  - ディスク1：本編DVD（通常版と同様）
  - ディスク2：特典DVD1
    - ビジュアル・ノート
    - ディレクション・ファイル
    - 完成披露試写舞台裏

  - ディスク3：特典DVD2
    - 「時かけ」スケッチブック（本編と絵コンテを同時収録）
    - 音声特典
      - オーディオコメンタリー（監督：細田守×助監督：伊藤智彦×作画監督：青山浩行）

  - 封入特典
    - 「時をかける少女」ハンドブック (96P)
    - 真琴のストラップ2個セット（クワガタくんストラップ / テントウムシくんストラップ〈携帯クリーナー付き〉）
    - フィルム・ブックマーク（5コマ）

  - 特製アウターケース&クリアブルースリーブケース付き3枚組デジパック仕様
- 時をかける少女 Blu-ray（1枚組、2008年7月25日発売）
  - 本編：日本語字幕付き本編も収録
  - 映像特典
    - 特報・劇場予告編
    - 完成披露試写会舞台挨拶
    - 奥華子「ガーネット」ミュージックビデオ
    - プロモーション映像
    - TVスポット集
    - アートギャラリー

  - 音声特典
    - オーディオコメンタリー「時かけ同窓会」（DVD版と同様）

  - 初回限定特典
    - フィルム・ブックマーク（5コマ）
    - 特製スリーブケース
- 時をかける少女 期間数量限定生産版（1枚組、2012年7月11日発売、Blu-rayとDVDでリリース）
  - 映像・音声特典：それぞれDVD通常版、Blu-ray版と同様
  - 封入特典
    - 『時をかける少女』『サマーウォーズ』『おおかみこどもの雨と雪』貞本義行・夏のポストカードセット

### 音楽
アルバム
- 『時をかける少女オリジナル・サウンドトラック』（2006年7月12日、ポニーキャニオン）

シングル
- 奥華子「ガーネット」（2006年7月12日、ポニーキャニオン）

## テレビ放送
※地上波全国ネットのみ
| 回数 | 放送日時                         | 放送局       | 放送枠           | 視聴率 | 備考 |
| ---- | -------------------------------- | ------------ | ---------------- | ------ | --- |
| 1    | 2007年7月21日 土曜 21:00 - 23:10 | フジテレビ系 | 土曜プレミアム   | 12.2%  | テレビ大分は遅れネット |
| 2    | 2008年7月19日 土曜 21:00 - 23:10 | フジテレビ系 | 土曜プレミアム   | 10.0%  | テレビ大分は遅れネット |
| 3    | 2009年8月11日 火曜 20:00 - 21:54 | 日本テレビ系 |                  | 7.8%   | 細田監督による特別編集版 |
| 4    | 2015年7月17日 金曜 21:00 - 22:54 | 日本テレビ系 | 金曜ロードSHOW!  | 13.4%  | 『バケモノの子』公開記念 3週連続スペシャルの第3弾 『金曜ロードSHOW!』枠では初放送                                                             |
| 5    | 2018年7月20日 金曜 21:00 - 22:54 | 日本テレビ系 | 金曜ロードSHOW!  | 10.1%  | 『未来のミライ』公開記念 夏は、アニ金《第1弾》細田守監督作品SP                                                                                |
| 6    | 2022年7月1日 金曜 21:00 - 22:54  | 日本テレビ系 | 金曜ロードショー | 5.9％  | 『竜とそばかすの姫』地上波初放送記念 2週連続細田守監督作品だったが翌週に安倍晋三銃撃殺人事件が発生したため『竜とそばかすの姫』が9月23日に延期 |

## インターネット放送
- 2012年9月6日：ニコニコ生放送（22時 - 23時46分）にて、「時をかける少女 4DAYS 無料上映会」として放送された。
- 2013年2月中旬 - 3月中旬、2015年7月17日 - ：GYAO!にて無料配信。
- 2023年8月12日：ニコニコ生放送（21時）にて、「時をかける少女 上映会」として放送された。

## その他
本作品の主人公の紺野真琴は、アニメの登場人物として初めてアスキーのパソコン雑誌『週刊アスキー』（2006年8月15日号）の表紙を飾った。
舞台のモデルの一つとなった東京国立博物館では、2014年10月に本作品を夜間に野外上映する催しが行われた。公開10周年となる2016年7月にも2日間企画されたが、うち1日については雨天のため、有料優先券購入者のみを対象とした館内上映となった。野外上映が行われた日は6500人を超える観客が集まり、日本における長編映画の野外上映では最大級の動員となったという。さらに、2020年12月から2021年2月まで、ウェブ上の「バーチャル東京国立博物館」において作中で描かれた展覧会を再現する特別展「アノニマス―逸名の名画―」が実施された。
作中に登場する「倉野瀬商友会」のからくり時計の付いたアーチは、新宿区の中井商友会が設置したアーチ（からくり時計はない）がモデルだったが、中井のアーチは老朽化により2022年に撤去された。
当作は主題歌を担当した奥華子にとっても出世作の一つとなった。奥は自身のライブ・コンサートにて観客にアンケート用紙を書いて提出するよう求めることが多く、アンケート用紙の中に奥を知るきっかけになった経緯を尋ねる質問が設けられることがあり、その質問がある場合は選択欄に「『時をかける少女』関連」という選択項目が設けられている。また、奥はこの作品を通じて細田およびスタジオ地図とは現在も交流があり、細田作品の新作が作られる度に公開前に新作を鑑賞させてもらっているという。また、大規模なライブ・コンサートを行う時はコンサート会場に花輪を贈呈されることもある。

## 漫画
時をかける少女 -TOKIKAKE-（2006年7月発行、ISBN 4047138401）
『月刊少年エース』で連載された琴音らんまるによるコミカライズ作品。本編では語られていない、芳山和子の過去にも触れている。